# شيل ليك
شيل ليك (ويسكونسن) (بالإنجليزية: Shell Lake, Wisconsin)‏ هي قرية، مدينة من الدرجة الرابعة و مقر المقاطعة تقع في الولايات المتحدة في مقاطعة واشبرن (ويسكونسن). يقدر عدد سكانها بـ 1,347 نسمة ومساحتها 26.42 كم2 وترتفع عن سطح البحر 378 متر.

## التركيبة السكانية
قام مكتب تعداد الولايات المتحدة بتحديد بيانات التركيبة السكانية لشيل ليكفي تعداد الولايات المتحدة. في ما يلي، التركيبة السكانية حسب تعدادي 2000 و2010.

### تعداد عام 2000
بلغ عدد سكان شيل ليك 1,309 نسمة بحسب تعداد عام 2000، وبلغ عدد الأسر 559 أسرة وعدد العائلات 353 عائلة مقيمة في المدينة. في حين سجلت الكثافة السكانية 211.3 نسمة لكل ميل مربع (81.6/كم2). وبلغ عدد الوحدات السكنية 890 وحدة بمتوسط كثافة قدره 143.7 نسمة لكل ميل مربع (55.5/كم2).
وتوزع التركيب العرقي للمدينة بنسبة 98.62% من البيض و 0.38% من الأمريكيين الأصليين و 0.08% من الأمريكيين ذوي الأصول الآسيوية و 0.08% من الأمريكيين الأفارقة و 0.76% من عرقين مختلطين أو أكثر.
بلغ عدد الأسر 559 أسرة كانت نسبة 23.6% منها لديها أطفال تحت سن الثامنة عشر تعيش معهم، وبلغت نسبة الأزواج القاطنين مع بعضهم البعض 51.2% من أصل المجموع الكلي للأسر، ونسبة 8.8% من الأسر كان لديها معيلات من الإناث دون وجود شريك، وكانت نسبة 36.7% من غير العائلات. تألفت نسبة 32.2% من أصل جميع الأسر من أفراد ونسبة 19.7% كانوا يعيش معهم شخص وحيد يبلغ من العمر 65 عاماً فما فوق. وبلغ متوسط حجم الأسرة المعيشية 2.69، أما متوسط حجم العائلات فبلغ 2.16.
بلغ العمر الوسطي للسكان 47 عاماً. وكانت نسبة 19.3% من القاطنين تحت سن الثامنة عشر، وكانت نسبة 7.2% بين الثامنة عشر والأربعة وعشرون عاماً، ونسبة 20.2% كانت واقعةً في الفئة العمرية ما بين الخامسة والعشرون حتى والأربعة وأربعون عاماً، ونسبة 23.8% كانت ما بين الخامسة والأربعون حتى الرابعة والستون، ونسبة 29.6% كانت ضمن فئة الخامسة والستون عاماً فما فوق. يوجد لكل 100 أنثى 83.6 ذكر، ويوجد لكل 100 أنثى في الثامنة عشر من عمرها فما فوق 83.5 ذكر.
بلغ متوسط دخل الأسرة في المدينة 33,073 دولار، أما متوسط دخل العائلة فبلغ 42,917 دولار. وكان متوسط دخل الذكور 35,313 دولار مقابل 20,417 دولار للإناث. وسجل دخل الفرد الخاص بالمدينة 18,675 دولار. وكانت نسبة 4.4% من العائلات ونسبة 8.6% من السكان تحت خط الفقر، وكان من هؤلاء نسبة 7.9% تحت سن الثامنة عشر ونسبة 13.1% في الخامسة والستين من العمر وما فوق.

### تعداد عام 2010
بلغ عدد سكان شيل ليك 1,347 نسمة بحسب تعداد عام 2010، وبلغ عدد الأسر 594 أسرة وعدد العائلات 357 عائلة مقيمة في المدينة. في حين سجلت الكثافة السكانية 231.8 نسمة لكل ميل مربع (89.5/كم2). وبلغ عدد الوحدات السكنية 988 وحدة بمتوسط كثافة قدره 170.1 لكل ميل مربع (65.7/كم2).
وتوزع التركيب العرقي للمدينة بنسبة 97.7% من البيض و 1.2% من الأمريكيين الأصليين و 0.3% من الأمريكيين ذوي الأصول الآسيوية و 0.1% من الأمريكيين الأفارقة و 0.5% من عرقين مختلطين أو أكثر.
بلغ عدد الأسر 594 أسرة كانت نسبة 26.4% منها لديها أطفال تحت سن الثامنة عشر تعيش معهم، وبلغت نسبة الأزواج القاطنين مع بعضهم البعض 46.1% من أصل المجموع الكلي للأسر، ونسبة 10.4% من الأسر كان لديها معيلات من الإناث دون وجود شريك، بينما كانت نسبة 3.5% من الأسر لديها معيلون من الذكور دون وجود شريكة وكانت نسبة 39.9% من غير العائلات. تألفت نسبة 35.9% من أصل جميع الأسر من أفراد ونسبة 22.7% كانوا يعيش معهم شخص وحيد يبلغ من العمر 65 عاماً فما فوق. وبلغ متوسط حجم الأسرة المعيشية 2.80، أما متوسط حجم العائلات فبلغ 2.16.
بلغ العمر الوسطي للسكان 46.1 عاماً. وكانت نسبة 22% من القاطنين تحت سن الثامنة عشر، وكانت نسبة 4.9% بين الثامنة عشر والأربعة وعشرون عاماً، ونسبة 22.1% كانت واقعةً في الفئة العمرية ما بين الخامسة والعشرون حتى والأربعة وأربعون عاماً، ونسبة 24% كانت ما بين الخامسة والأربعون حتى الرابعة والستون، ونسبة 26.9% كانت ضمن فئة الخامسة والستون عاماً فما فوق. وتوزع التركيب الجنسي للسكان بنسبة 44.8% ذكور و55.2% إناث.